# Surveyor 2
Surveyor 2 là tàu vũ trụ với nhằm hạ cánh xuống Mặt Trăng thứ hai trong chương trình Surveyor không người lái của Mỹ để khám phá Mặt Trăng. Nó được phóng vào ngày 20 tháng 9 năm 1966 từ Cape Kennedy, Florida trên một tên lửa đẩy Atlas-Centaur. Thất bại khi điều chỉnh trong đường đi đã khiến tàu vũ trụ này mất kiểm soát. Trái Đất mất liên lạc với Surveyor 2 lúc 9:35 UTC, ngày 22 tháng 9.

## Bối cảnh
Vào ngày 3 tháng 2 năm 1966 tàu vũ trụ Luna 9 là phi thuyền đầu tiên đạt được hạ cánh mềm trên Mặt Trăng và truyền dữ liệu ảnh đến Trái Đất. Vài tháng sau, Surveyor 1 được phóng lên vào ngày 30 tháng 5 năm 1966; và hạ cánh xuống Oceanus Procellarum vào ngày 2 tháng 6 năm 1966, cũng truyền tải dữ liệu ảnh về Trái Đất.
Tàu vũ trụ này là phi thuyền thứ hai được thiết kế để đạt được hạ cánh mềm trên Mặt Trăng và quay trở lại chụp ảnh Mặt Trăng để xác định đặc điểm địa hình Mặt Trăng cho các chương trình hạ cánh xuống Mặt Trăng của chương trình Apollo. Bên cạnh việc truyền tải hình ảnh, Surveyor 2 đã được lên kế hoạch để thực hiện một 'cú bật nhảy', để chụp ảnh địa điểm hạ cánh bên dưới của nó. Nó cũng được trang bị để trả lại dữ liệu về độ phản xạ ra đa của bề mặt Mặt Trăng, sức mạnh chịu va đập của bề mặt Mặt Trăng và nhiệt độ tàu vũ trụ để sử dụng trong phân tích nhiệt độ bề mặt Mặt Trăng.